# LaserDisc
LaserDisc (LD) er et forældet hjemmevideo disk-format, som var det første optiske lagermedie på markedet, udviklet i 1970'erne og blev solgt under navnet Discovision i 1978. 
Produktet var hovedsageligt rettet mod private forbrugere, til visning af spillefilm.
LaserDiscen kunne vise film og billeder med 425 (NTSC skiver) eller 440 (PAL skiver) vandrette linjer. Det er en væsentlig højere kvalitet end rivalerne på dette tidspunkt, video-systemernes VHS og Betamax, der har 240/250 vandrette linjer, men trods dette opnåede produktet kun en lille markedsandel på video-markedet.
Produktet blev i Europa betragtet som obskurt og fik aldrig succes, medens det var populært i det fjerne østen. 
LaserDisc-teknologien var forløber for og anvendt i de senere cd- og dvd-diske.
Den almindelige LaserDisc har en diameter på 30 cm, modsvarende cd/dvd'erne som har en diameter på 12 cm.
Mange LaserDisc-afspillere kunne afspille cd'er, og nogle kunne afspille dvd'er.
Film på LaserDisc var ofte udgivet i letterbox-format/widescreen så hele billedet var med. På VHS blev ofte brugt pan & scan, hvor billedet blev beskåret, hvilket er en kontroversiel metode der kritiseres af cineaster og instruktører.